# Coelorachis
Coelorachis es un género de plantas herbáceas perteneciente a la familia de las poáceas. Es originario de las regiones tropicales del globo.

## Etimología
El nombre del género deriva del griego koilon (cavidad) y raquis (eje), refiriéndose a su raquis. 

## Citología
El número cromosómico básico del género es x = 9, con números cromosómicos somáticos de 2n = 18,36 y 54, ya que hay especies diploides y una serie poliploide.

## Especies seleccionadas
- Coelorachis aurita
- Coelorachis balansae
- Coelorachis clathrata
- Coelorachis corrugata
- Coelorachis cylindrica
- Coelorachis fasciculata
- Coelorachis forsteriana
- Coelorachis foveolata
- Coelorachis helferi[2]